# Einosuke Harada
Einosuke Harada (jap. 原田 永之助  Harada Einosuke; ur. 1892 w Goryo, Amakusa, zm. 20 grudnia 1946) – japoński lekarz okulista.

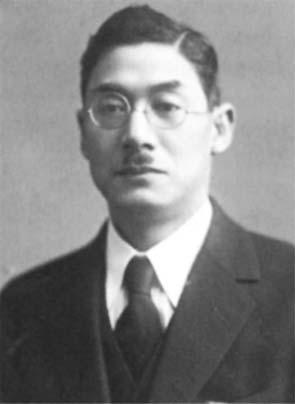
Einosuke Harada

Urodził się w Goryo, Amakusa, w prefekturze Kumamoto, wychował się w Taragi. Einosuke Harada studiował na Cesarskim Uniwersytecie Tokijskim i otrzymał dyplom lekarza w 1917 roku. Następnie specjalizował się w okulistyce m.in. u Jūjirō Kōmoto i, od stycznia 1922, u Shinobu Ishihary. Prowadził badania w Wydziale Farmakologii Uniwersytetu Tokijskiego i został doktorem nauk medycznych za pracę nad farmakologią okulistyczną. W 1930 roku otworzył praktykę okulistyczną w Nagasaki ze swoim teściem, również okulistą. 9 sierpnia 1945 roku jego szpital został zniszczony przez wybuch bomby atomowej. Harada zmarł w następnym roku na zapalenie płuc.
Einosuke Harada niezależnie od Yoshizō Koyanagi i przed Alfredem Vogtem opisał w 1926 roku na łamach Nippon Ganka Gakkai Zasshi zespół, określany dziś jako zespół Vogta-Koyanagiego-Harady.